# Dong Hoi
Đồng Hới er en by i det centrale Vietnam med et indbyggertal (pr. 2004) på cirka 103.000. Byen er hovedstad i Quang Binh. Byen ligger ved kysten til det Sydkinesiske hav, og er en af landets vigtigste havnebyer. Dong Hoi Lufthavn er beliggende ved byen. Phong Nha-Ke Bang, en nationalpark som i 2003 kom på UNESCOs verdensarvsliste, ligger 50 km syd for Dong Hoi.
- Wikimedia Commons har flere filer relateret til Dong Hoi